# Impuesto sobre el valor añadido de la Unión Europea

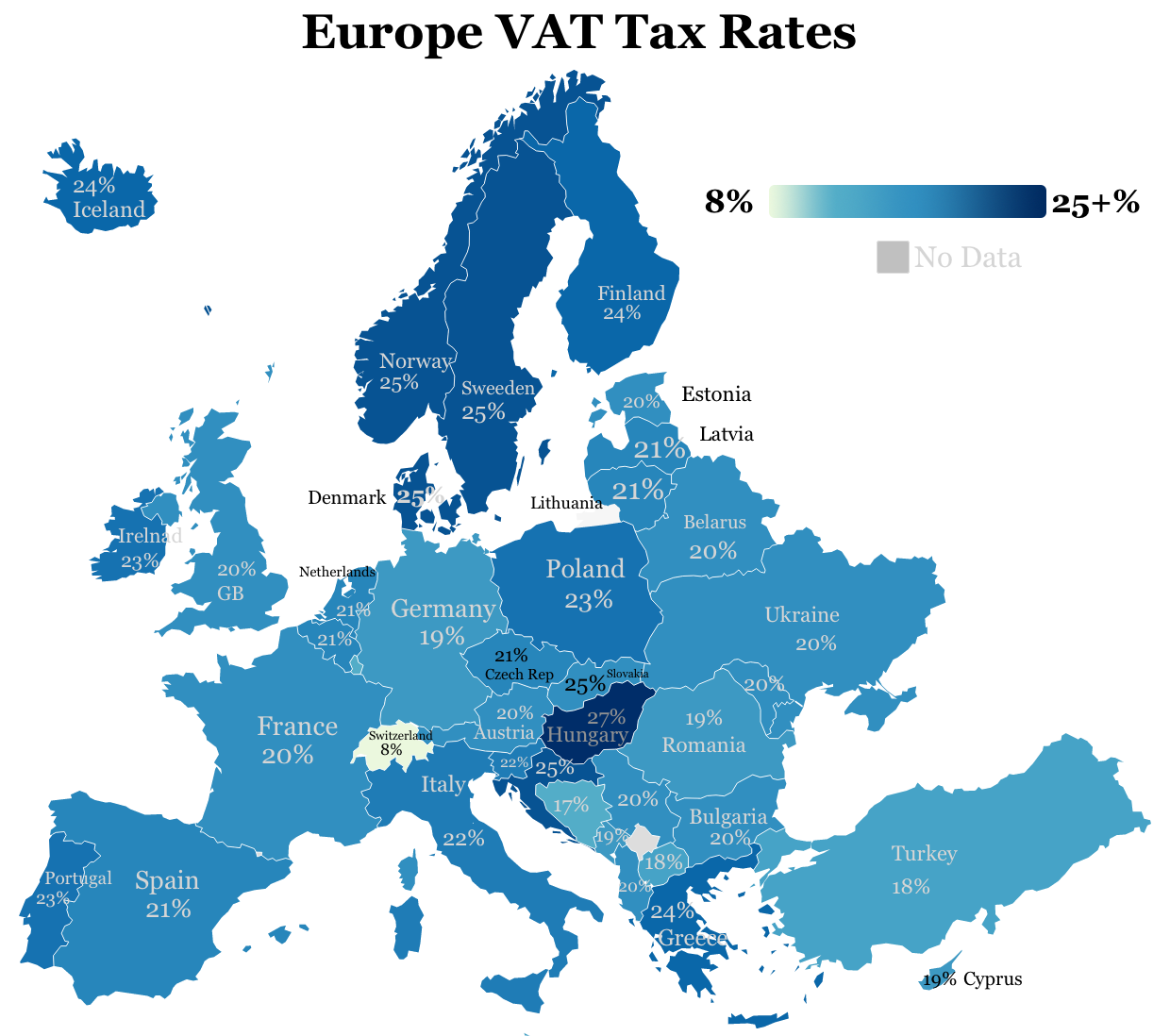
Mapa de porcentajes del impuesto sobre el valor añadido de los países europeos.

El impuesto sobre el valor añadido de la Unión Europea (o IVA de la UE ) es un impuesto al valor agregado en bienes y servicios dentro de la Unión Europea (UE). Se trata de un impuesto armonizado en la Unión Europea, de manera que la legislación de todos los Estados miembros deben adaptar su normativa a las Directivas europeas y al resto de normas comunitarias de desarrollo. La Sexta Directiva, de 17 de mayo de 1977 constituye la norma fundamental en esta materia, mediante la cual se estableció una cobertura uniforme a efectos de este impuesto en la Comunidad Europea. Las instituciones de la UE no recaudan el impuesto, pero cada Estado miembro de la Unión Europea está obligado a adoptar un impuesto sobre el valor agregado que cumpla con el código de IVA intracomunitario. Una parte del IVA recaudado por los Estados miembros se utiliza para financiar el presupuesto anual de la Unión Europea, como parte del sistema de "recursos propios".
La reforma más importante de la normativa en materia del impuesto sobre el valor añadido se produjo en 1993, con la entrada en vigor del denominado mercado interior en el ámbito la Unión Europea, que supuso la libre circulación de bienes, servicios y personas consecuentemente la supresión de controles fiscales en frontera, declarándose la exención de las denominadas entregas intracomunitarias y la liquidación en destino del impuesto.